# مجمع أمير كبير للبتروكيماويات
مجمع أمير كبير للبتروكيماويات (بالفارسية: شرکت پتروشیمی امیرکبیر) هي شركة بتروكيماويات إيرانية تنتج المواد الكيميائية. يقع مجمع أمير كبير للبتروكيماويات في بندر إمام جنوب إيران في المنطقة الاقتصادية البتروكيماوية الخاصة وفي الشمال الغربي من مجمع بندر الإمام للبتروكيماويات على مساحة تبلغ 55 هكتارًا. تم تنفيذ مشروع أمير كبير للبتروكيماويات عام 1998 والذي تم تأسيسه رسمياً في ربيع عام 2005.

## التأسیس
وتبلغ الطاقة الاسمية لشركة أميركبير للبتروكيماويات (مساهمة عامة) التابعة للشركة الوطنية الإيرانية للصناعات البتروكيماوية مليون و800 ألف طن سنويا، باستثناء وقود الغاز، وأنتجت مليون و106 أطنان من المنتجات القابلة للبيع.
وهي إحدى شركات إنتاج البتروكيماويات في المنطقة الاقتصادية الخاصة للبتروكيماويات في ماهشهر، والتي تأسست عام 1998 وفي عام 2002 قامت بتشغيل وحدات البولي إيثيلين الثقيلة بقدرة 1000 طن سنوياً.

## الموقع الجغرافي
يقع مجمع أمير كبير للبتروكيماويات في بندر إمام جنوب المنطقة الاقتصادية الخاصة للبتروكيماويات وفي الموقع رقم 4 شمال غرب مجمع بندر إمام للبتروكيماويات تقريباً على أرض مساحتها 55 هكتاراً.

## المنتجات
تنتج شركة أمير كبير منتجات مثل البولي إيثيلين الخطي الخفيف والثقيل والخفيف. تُعرف شركة أميركبير للبتروكيماويات بأنها منتج لمنتجات البولي إيثيلين الأكثر تنوعًا في إيران.

## المهمة
باعتبارها منتجًا لمنتجات البولي أوليفين والمواد الخام، تهدف هذه الشركة إلى خلق قيمة مضافة من خلال دخول الصناعات التحويلية في الأسواق المحلية والدولية في إيران. وبهذه الطريقة تم إدخال تحسين مستوى رضا المستفيدين من خلال الربحية المستدامة، والإدارة المثلى للموارد، وتطوير مستوى جودة المنتجات والخدمات، وتحسين نوعية الحياة، وتلبية متطلبات السلامة والصحة والبيئة بين مهام هذه الشركة.